# 우리의 환대
《우리의 환대》(Our Hospitality)는 1923년 개봉한 미국의 코미디 영화이다. 이 영화는 버스터 키튼이 감독과 주연을 맡았으며, 그의 전성기인 20년대 중반에 제작된 영화이다. 이 영화는 윌리엄 셰익스피어의 《로미오와 줄리엣》을 희극적으로 바꾸어 각색하였다.

## 줄거리
캔필드 가문과 맥케이 가문은 언제나 가문의 원한 때문에 서로 싸워 왔다. 그날도, 캔필드와 맥케이 가문의 후손이 또 싸워 둘다 죽게 되었다. 캔필드 가문의 또다른 후손이었던 조셉 캔필드 (조 로버츠)는 두 아들에게 이 이야기를 알리려고 한 반면, 맥케이 가문의 유일한 남자였던 윌리 맥케이는 뉴욕에 있는 이모 집으로 가게 된다.
20년 후, 윌리 맥케이 (버스터 키튼)는 고향으로 가서 유산을 상속받으라는 편지를 받게 된다. 이모는 그가 가기 전에 캔필드 가문과 맥케이 가문의 원한을 이야기한다. 그는 캔필드 가문에 가지도 않겠다고 약속한다. 기차를 타면서 만난 여자 (나탈리 탈매지) 에게 윌리는 친절히 대한다. 그러나 그녀는 캔필드 가문의 딸이었다. 캔필드 가문은 윌리가 왔다는 이야기를 듣고 죽이려고 하였지만, 딸은 그를 저녁 식사에 초대해서 캔필드의 남자들은 가훈에 의해 죽이지를 못한다. 그사이에 사실을 알게 된 윌리는 그 집에서 계속 버티려고 한다.
다음 날에도 계속 집에 있었던 그는, 결국 집에서 도망치고 뒤늦게 남자들도 그를 쫓게 되었다. 딸은 그들을 말리려다 강에 떠내려가고, 윌리는 그녀를 구해내고 결혼하게 된다. 캔필드의 남자들도 결국 그를 용서하고 화해한다.

## 캐스팅
- 조 로버츠 - 조셉 캔필드
- 랄프 부시먼 - 캔필드의 아들
- 크레이그 워드 - 캔필드의 아들
- 몬트 콜린스 - 목사
- 조 키튼 - 엔지니어
- 키티 브레드버리 - 메리 이모
- 나탈리 탈매지 - 캔필드의 딸
- 버스터 키튼 주니어 - 윌리 맥케이 (1살)
- 버스터 키튼 - 윌리 맥케이 (21살)

## 같이 보기
- 버스터 키튼의 영화 목록